# Sergej Nikitin
Sergej Aleksandrovič Nikitin (in russo Сергей Александрович Никитин?; Mosca, 1979) è uno storico e urbanista russo, fondatore del progetto internazionale non-profit “Velonotte”.
Esperto di storia contemporanea, è autore di studi comparatistici sulle città di Mosca e Roma e della raccolta di saggi di toponomastica Progulki po Rimu («Passeggiate per Roma», 2010).
Attualmente visiting professor presso l'Università di Verona e professore associato alla Scuola superiore di Economia di Mosca.

## Attività scientifica

### Storia dell'architettura
Come storico dell'architettura ha identificato (insieme a Sergej Chačaturov) l'unico edificio effettivamente realizzato dall'architetto utopista Ivan Leonidov, la Casa dei Pionieri di Kalinin (oggi Tver’), che si considerava distrutto durante la II Guerra mondiale e invece è risultato ancora parzialmente esistente. Su questo tema ha pubblicato un saggio nel volume che raccoglie l'Opera omnia dell'architetto russo (Ivan Leonidov 1902-1959, a cura di Alessandro De Magistris e Irina Korob'ina, Milano, Electa, 2009), seguito da una grande mostra al Museo Statale di architettura di Mosca.
Negli ultimi anni ha collaborato alla realizzazione di importanti mostre, volumi ed eventi celebrativi dedicati all'architettura russa della prima metà del XX secolo (in particolare agli architetti Boris Iofan, Ivan Leonidov, Konstantin Mel’nikov). In una serie di articoli ha introdotto il concetto di “edificio-monumento” in relazione all'architettura del totalitarismo: nell'ambito della semiotica degli elementi architettonici, l'arte dell'Italia fascista, dell'URSS e della Germania nazista viene accostata alla tradizione degli edifici pubblici del Medioevo per l'analoga missione didattico-formativa di cui è investita.

### Toponomastica comparativa
Le ricerche negli archivi comunali di decine di città russe e italiane hanno portato Sergej Nikitin ad una formulazione del concetto di toponimo come complesso di intenzioni denominative (i fautori e gli scopi di una denominazione), con particolare riferimento alla storia dei cambiamenti toponomastici del XX secolo. I frutti di queste ricerche si riflettono in diversi articoli scientifici e nella summenzionata raccolta dedicata alla toponomastica di Roma.

## Attivismo urbano
Una delle linee guida dell'attivismo urbano di Sergej Nikitin si fonda sin dall'inizio sul desiderio di coinvolgire e valorizzare le periferie urbane, di farle riscoprire come luoghi degni di narrativa e ricchi di intensità culturale.
I progetti principali da lui ideati sono due: Moskul'tprog e Velonotte International. Entrambi si sono rivelati ricchi di proposte innovative e capaci di divulgare con efficacia la conoscenza dell'arte e dell'urbanististica sia fra gli studiosi che fra i semplici cittadini, in particolare fra i giovani.
Il progetto Moskul'tprog (Москультпрог - «Московские культурологические прогулки», “Passeggiate culturologiche moscovite”), viene fondato nel 1997. Scopo del progetto è la valorizzazione del paesaggio urbano e della sua storia. Fra i collaboratori del progetto si annoverano nomi illustri, quali V. Vidotto, V.L. Janin, A.A. Zaliznjak, D.A. Prigov, J.-L. Cohen, R. Rodgers, A. De Magistris, P. O. Rossi e molti altri. Nell'ambito del Moskul'toprog si sono organizzati più di 150 eventi culturali tra mostre, concerti, performance artistiche, lezioni e passeggiate tematiche, oltre che a Mosca anche a San Pietroburgo, Tver', Kiev, Venezia, Terni, Krasnojarsk e altre città di tutto il mondo. Tra le iniziative realizzate si può ricordare l'apertura a Mosca di una targa commemorativa dedicata al fisico italiano Bruno Pontecorvo.
Dal 2005 Sergej Nikitin affianca al Moskul'tprog una seconda iniziativa di “attivismo urbano” di risonanza internazionale: la Velonotte International, un progetto culturale consistente in biciclettate tematiche notturne, dedicate a momenti e personaggi della storia urbana e accompagnate da interviste ad esperti, spettacoli itineranti, videoproiezioni e musica in diretta che viene trasmessa attraverso radio locali e nazionali. I temi delle Velonotti sono ispirati a motivi storici, architettonici, urbanistici, letterari, musicali, ecologici. Combinano in maniera originale due istanze differenti del vivere la città: quella cognitiva-divulgativa e quella sportiva e di divertimento, allo scopo di accrescere la consapevolezza del legame fra ambiente urbano e cittadini e l'amore per la propria città e territorio. La Velonotte non ha mai scopo agonistico e non richiede particolare preparazione fisica.
La Velonotte è annuale a Mosca e ha toccato finora anche le seguenti città: Roma, San Pietroburgo, New York, Londra, Istanbul, Kazan’. Si calcola che abbiano ufficialmente partecipato alle 20 Velonotti sinora svolte 90.000 ciclisti.

## Attività artistica e musicale
Anche l'attività artistica e musicale di Sergej Nikitin è contraddistinta da una continua ricerca di fantasia e novità. Cofondatore nel 1999 dell'Orchestra Russo-Italiana “Fratelli Perbene" insieme a Graf Aloysky, Nikitin si è distinto in particolare per le sue performance al Carnevale di Venezia: i Tour de' Scherxi, spettacoli teatrali in gondola, dal 2012 al 2014; e il Ballo del Culo nel 2016, la cui freschezza è stata lodata dallo scultore Michail Chemiakin e dal regista Tinto Brass.